# HD 35984
HD 35984 är en ensam stjärna belägen i den södra delen av stjärnbilden Kusken. Den har en skenbar magnitud av ca 6,20 och är mycket svagt synlig för blotta ögat där ljusföroreningar ej förekommer. Baserat på parallaxmätning inom Hipparcosuppdraget på ca 11,3 mas, beräknas den befinna sig på ett avstånd på ca 290 ljusår (ca 89 parsek) från solen. Den rör sig bort från solen med en heliocentrisk radialhastighet på ca 14 km/s.

## Egenskaper
HD 35984 är en vit till blå jättestjärna av spektralklass F6 III, som har förbrukat förrådet av väte i dess kärna och utvecklats bort från huvudserien. Den har en massa som är ca 1,8 solmassor, en radie som är ca 4 solradier och har ca 1,3 gånger solens utstrålning av energi från dess fotosfär vid en effektiv temperatur av ca 6 900 K.
Röntgenstrålning, variationer i luminositet och litiumhalter kan dock tyda på att HD 35984 istället är en svag T Tauri-stjärna – en stjärna före huvudserien med låg massa, som är relativt fattig på omgivande materia.